# WinDVD
WinDVD is software die ontwikkeld wordt door Corel. De oorspronkelijke ontwikkelaar InterVideo werd door Corel overgenomen. WinDVD is een commerciële video- en muziekspeler gemaakt voor Microsoft Windows. Het kan dvd's en blu-rays afspelen op de gebruikerscomputer. Dvd-back-ups opgeslagen op de harde schijf kan deze ook afspelen, die onder andere gemaakt zijn met DVD Decrypter.

## Afspeelbare formaten
- DivX
- XviD
- WMV
- MP3
- AAC